# Johann Schneider-Ammann
Johann Niklaus Schneider-Ammann, född 18 februari 1952 i Sumiswald, är en schweizisk affärsman och politiker. Han är näringsminister, ledamot i Förbundsrådet (Schweiz regering) sedan 2011 och innehade under 2016 posten som Schweiz förbundspresident. 
Schneider-Ammann tog elektroingenjörsexamen vid Federala tekniska högskolan i Zürich 1977. År 1983 blev han Master of Business Administration vid den franska handelshögskolan INSEAD i Fontainebleau. 
Schneider-Ammann är medlem i det politiska partiet FDP-Liberalerna. Han blev ledamot i Nationalrådet (parlamentets underhus) i valet 1999 och omvaldes 2002 och 2007. Den 22 september 2010 valdes Schneider-Ammann till ledamot av Förbundsrådet, den schweiziska regeringen, som efterträdare till Hans-Rudolf Merz. Sedan den 1 november 2010 är han näringsminister i regeringen. Schneider-Ammann tillkännagav innan han tillträdde regeringsposten att han ämnade avveckla sitt engagemang inom näringslivet och avsluta sina styrelseuppdrag.